# Перев'яз (геральдика)
Пере́в'яз, або скі́с (англ. bend, ісп. і порт. banda, нім. schrägrechter Balken, пол. skos, фр. bande) — у геральдиці, блазонуванні діагональна смуга, яка перетинає щит праворуч. Почесна або головна геральдична фігура.
Перев'яз, що перетинає щит ліворуч, називається лі́вим або лівобі́чним перев'язом (англ. bend sinister, ісп. barra, нім. schrägerlinker Balken, пол. skos lewy, порт. contrabanda, barra, фр. barre).

## Галерея

Звичайний
Тонкий
Вузький
Лівобічний
Тонкий лівобічний
Вузький лівобічний

## Різновиди
|  | Баденський перев'яз | у золотому полі червоний перев'яз. |